# 西院駅
西院駅（さいいんえき、さいえき）は、京都府京都市右京区と中京区にある阪急電鉄の駅および京福電気鉄道の停留場。
駅名の漢字による表記は同じだが、阪急が「さいいん」、京福が「さい」と読む。

## 概要
阪急京都本線と京福電気鉄道嵐山本線の2路線が乗り入れている。阪急の駅は地下にあり、その地上付近に京福の停留場がある。

### 利用可能な鉄道路線
- 阪急電鉄
  - 京都本線（さいいん、駅番号「HK-83」）
- 京福電気鉄道
  - 嵐山本線（さい、駅番号「A2」）

## 駅名
かつて所在地一帯は淳和院が置かれていた地域だが、淳和院の別称である西院が地名となり、駅名に採用されている。現在の地名の読みは「さいいん」である。
小沢嘉三『西院の歴史』（西院の歴史編集委員会、1983年）によると、元来は「さいいん」と読み、平安時代から鎌倉時代（12 - 13世紀頃）の文書では「さいゐん」であり、弘安10年（1287年）の文書に初めて「さゐ」の呼称が出現しており、なまって「さい」と呼ぶようになったのではないかと考察されている。江戸時代のこの一帯の名は「西院（さい）村」。戦国時代に記された上杉本洛中洛外図屏風にも、この付近にあった西院城（西院小泉城）が「さい（こいずみ）のしろ」と明記されている。また近代に入っても、地元の発音は依然として「さい」が使われていた。
近代に入り、地元民の呼称とは別に、当時の自治体名（西院村）の読み方は「さいいん」で、軍隊では点呼の際に「さいいん」と呼ぶことが厳命されるなど、公称としては「さいいん」が優位になり、1934年に京都府の告示により正式に「さいいん」が公称化された。また、公的文書による裏付けはないものの、京福の駅名は当初「さいん」であったものが1933年（昭和8年）頃に「さい」に変更した、という地元在住者による証言を収録した書籍もある。

## 歴史

### 京福電気鉄道
- 1910年（明治43年）3月25日：嵐山電車軌道の停留場として開業[6]。
- 1918年（大正7年）4月2日：会社合併により京都電燈が経営する嵐山電鉄の停留場となる[6]。
- 1942年（昭和17年）3月2日：路線譲渡により京福電気鉄道の停留場となる[6]。
- 2017年（平成29年）3月25日：嵐山方面行きホーム移設[7]。

### 阪急電鉄
- 1928年（昭和3年）11月1日：新京阪鉄道が高槻町駅（現：高槻市駅）から延伸し、その終着として京都西院駅として開業[1]。
- 1930年（昭和5年）9月15日：会社合併により京阪電気鉄道新京阪線の駅となる[1]。
- 1931年（昭和6年）3月31日：地下化され、同時に西院駅に改称。同時に新京阪線が京阪京都駅（現：大宮駅）まで延伸し、中間駅となる[1]。
- 1943年（昭和18年）10月1日：会社合併により京阪神急行電鉄（現：阪急電鉄）の駅となる[1]。
- 1949年（昭和24年）12月1日：京阪神急行電鉄から京阪電気鉄道が分離。新京阪線は京阪神急行電鉄（現：阪急電鉄）の路線となり京都本線に改称[1]、当駅もその所属となる。
- 1972年（昭和47年）10月1日：特急、急行の8両化に伴い、列車が8両の場合最後尾車両のドアカットを開始。
- 1973年（昭和48年）4月1日：社名変更により阪急電鉄の駅となる[1]。
- 1986年（昭和61年）7月1日：10両編成対応のホーム延伸が完成し、ドアカット運用を取りやめる。
- 2007年（平成19年）3月17日：通勤特急停車駅となる[8]。
- 2013年（平成25年）12月21日：駅番号を導入する[1]。
- 2017年（平成29年）3月25日：北・南改札の供用を開始[7]。
- 2019年（令和元年）6月1日：西改札を地下1階に移設。

## 駅構造

### 阪急電鉄

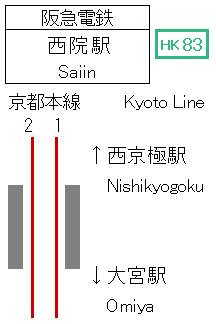
配線図

相対式2面2線のホームを有する地下駅。分岐器や絶対信号機を持たないため、停留所に分類される。
地上の西大路四条交差点の南西角には駅舎と西改札口が設けられている。トイレも西改札口側にある。そのほか、東側には、2017年に下記の経緯により建設された改札口として、京都河原町方面ホームと接続する北改札口と、大阪梅田方面ホームと接続する南改札口がある。
現在の駅舎を建設する際、大阪梅田方面ホーム東端付近（地下）から京福西院駅前（地上）までの地下通路と改札口が新たに計画され整備されていたが、地元商店街の反対により使用中止となった経緯がある。そのため、地下通路へ通じる出入口は閉鎖されていた。2019年現在では四条通の東側に避難用の階段が設置（改修工事中の一時期は平日7:20 - 9:00の間、出口専用階段とされていた）されている。しかし、2013年に直結する計画が再浮上し、駅ビル建て替えと同時に西側にしか無かった改札口を東側に2ヶ所新設した（詳細は下記）。
京都本線は当駅のすぐ西で地下に潜り、当駅以東は四条通の直下を走る。地下線は関西では初の歴史のあるもので、土木学会選奨土木遺産に指定されており、坑口上の額には、当時の京阪電気鉄道社長太田光熈が揮毫した「天人併其功」の扁額が掲げられている。地下路線建設時につくられた鷲のレリーフが、運行の安全を見守っているとされている。
トンネル坑口付近の勾配は10‰と緩いが、十三寄りに曲線があるため、通過列車は75km/h以下（京都河原町行きは60km/h以下）まで減速する。
開業当初は新京阪鉄道の暫定的なターミナル駅としての位置付けで、櫛形ホームの地上駅だった。暫定的なターミナル駅として開業した背景には、1928年に京都で執り行われる昭和天皇の即位の礼に間に合わせるために開業を急いだという事情がある。京阪電気鉄道と合併後の1931年に京阪京都駅（現在の大宮駅）まで延伸された際に地下化された。
1986年6月まではホームの有効長が7両分しかなかったため、8両編成の列車は上り・下り共に進行方向最後尾1両のみドアカットをおこなっていた。

#### のりば
| 号線 | 路線      | 方向 | 行先                                       |
| ---- | --------- | ---- | ------------------------------------------ |
| 1    | ■京都本線 | 上り | 京都河原町方面                             |
| 2    | ■京都本線 | 下り | 桂・高槻市・大阪梅田・天下茶屋・北千里方面 |

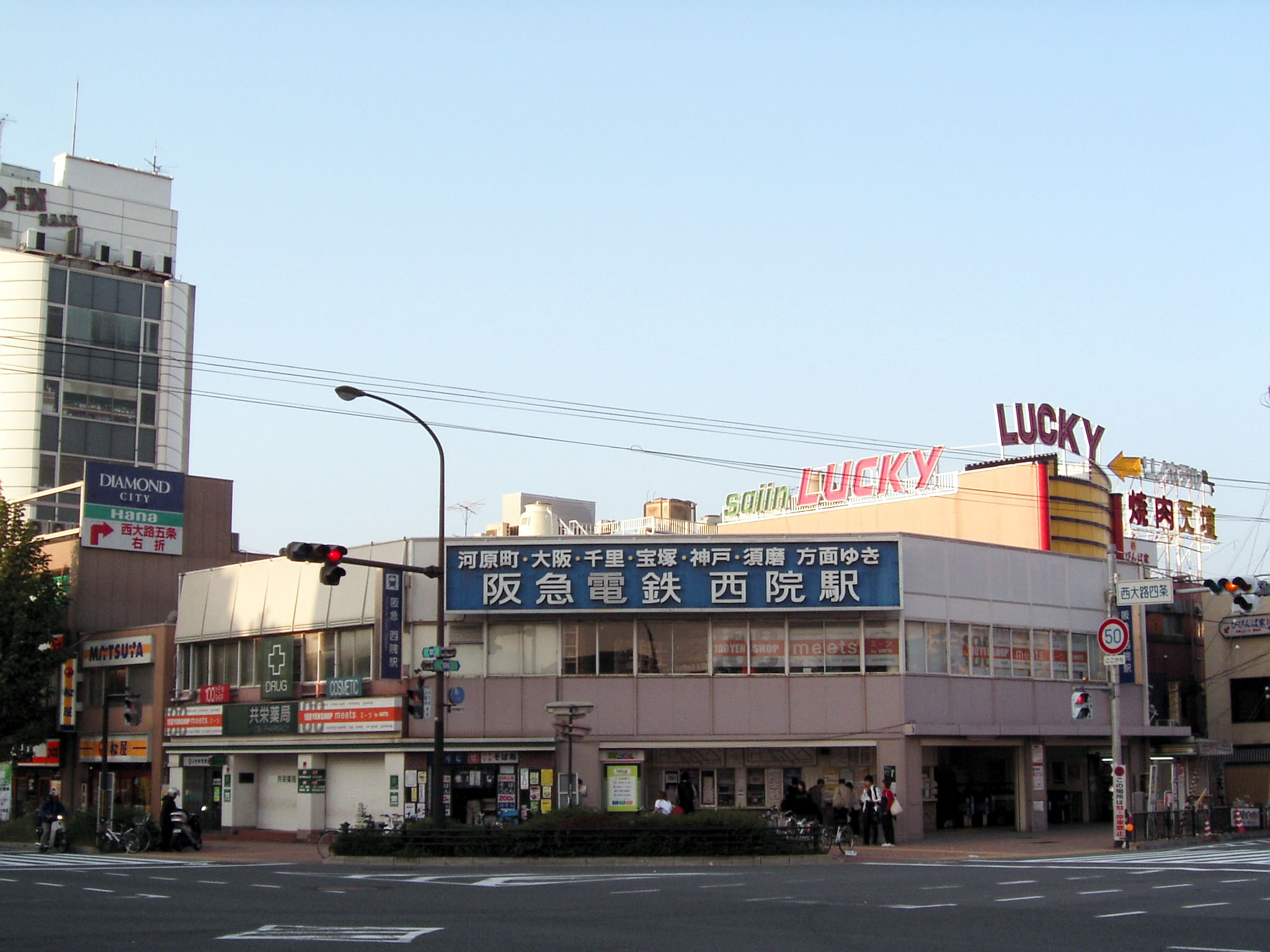
西口旧駅舎（2006年）
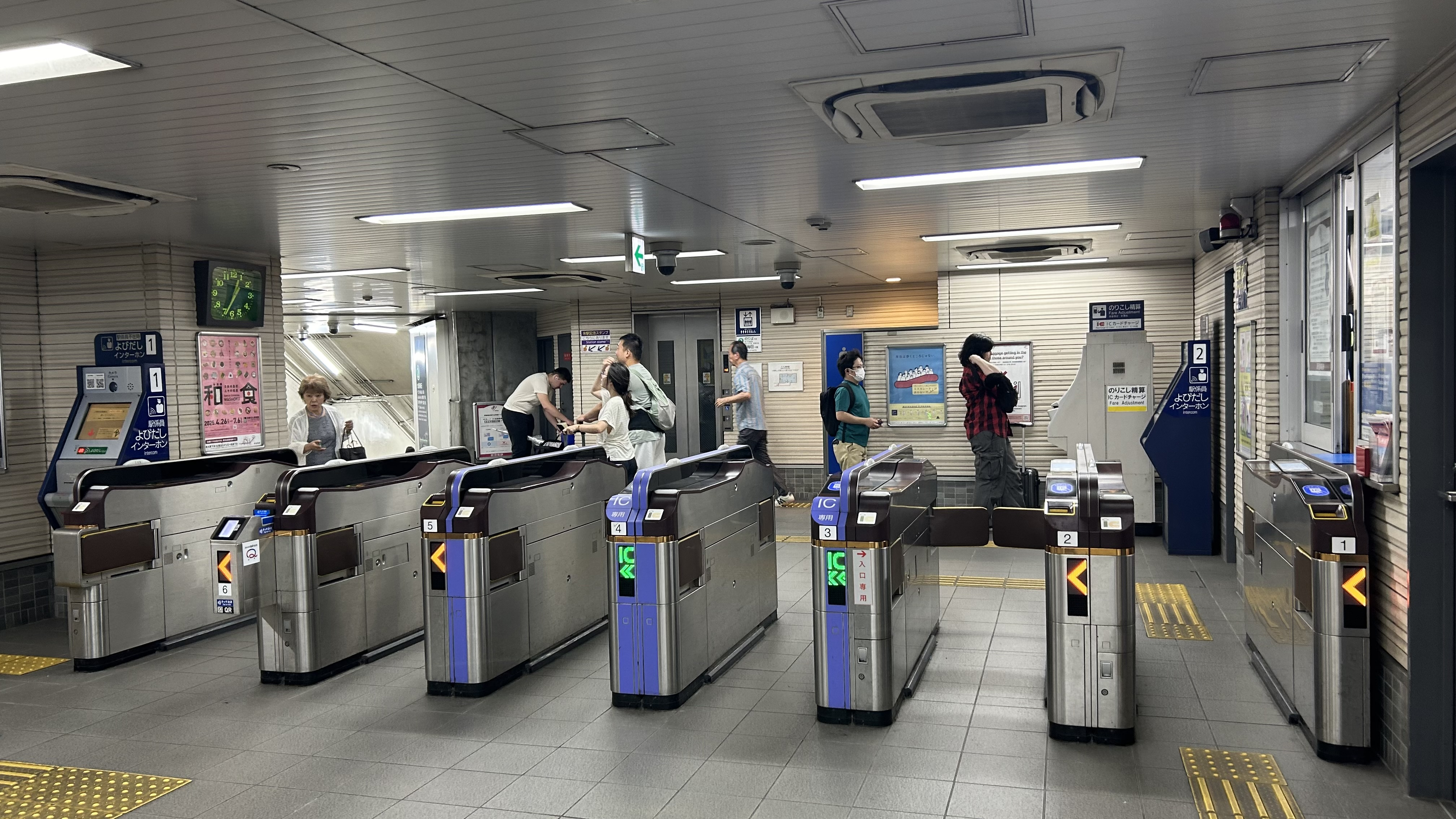
西改札口
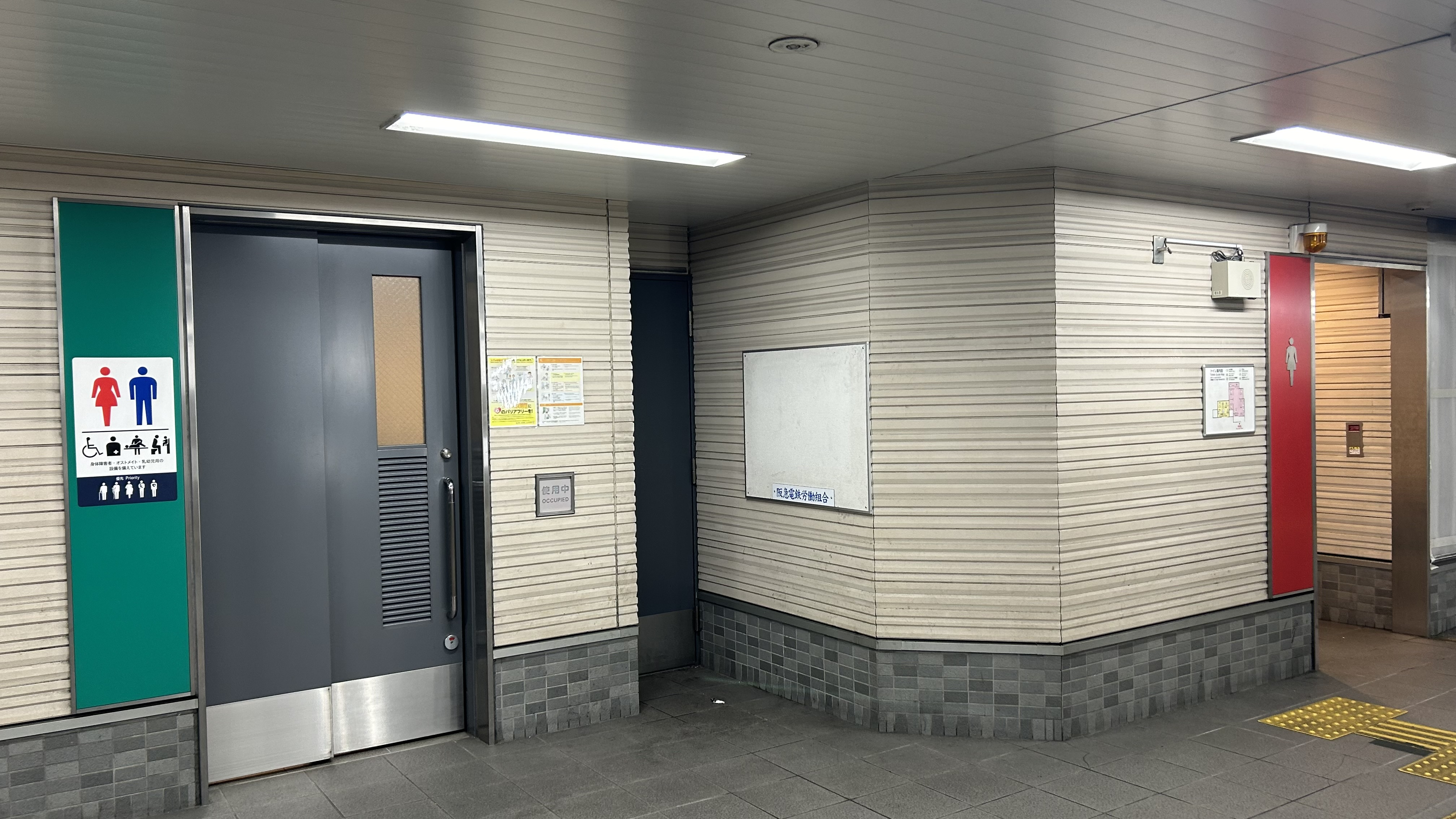
トイレ
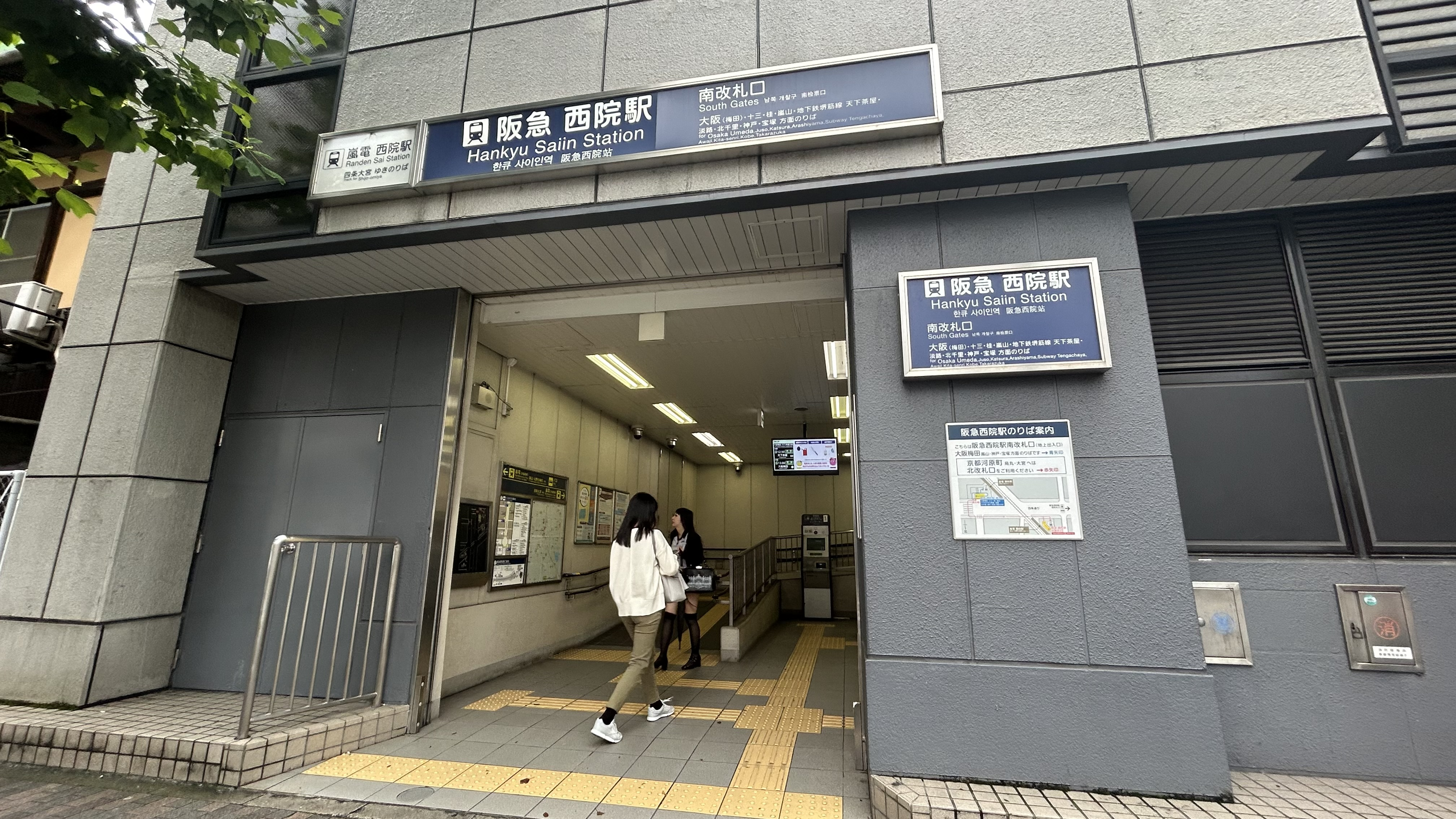
南口（嵐電の四条大宮行きホームも、ここから出入りする）
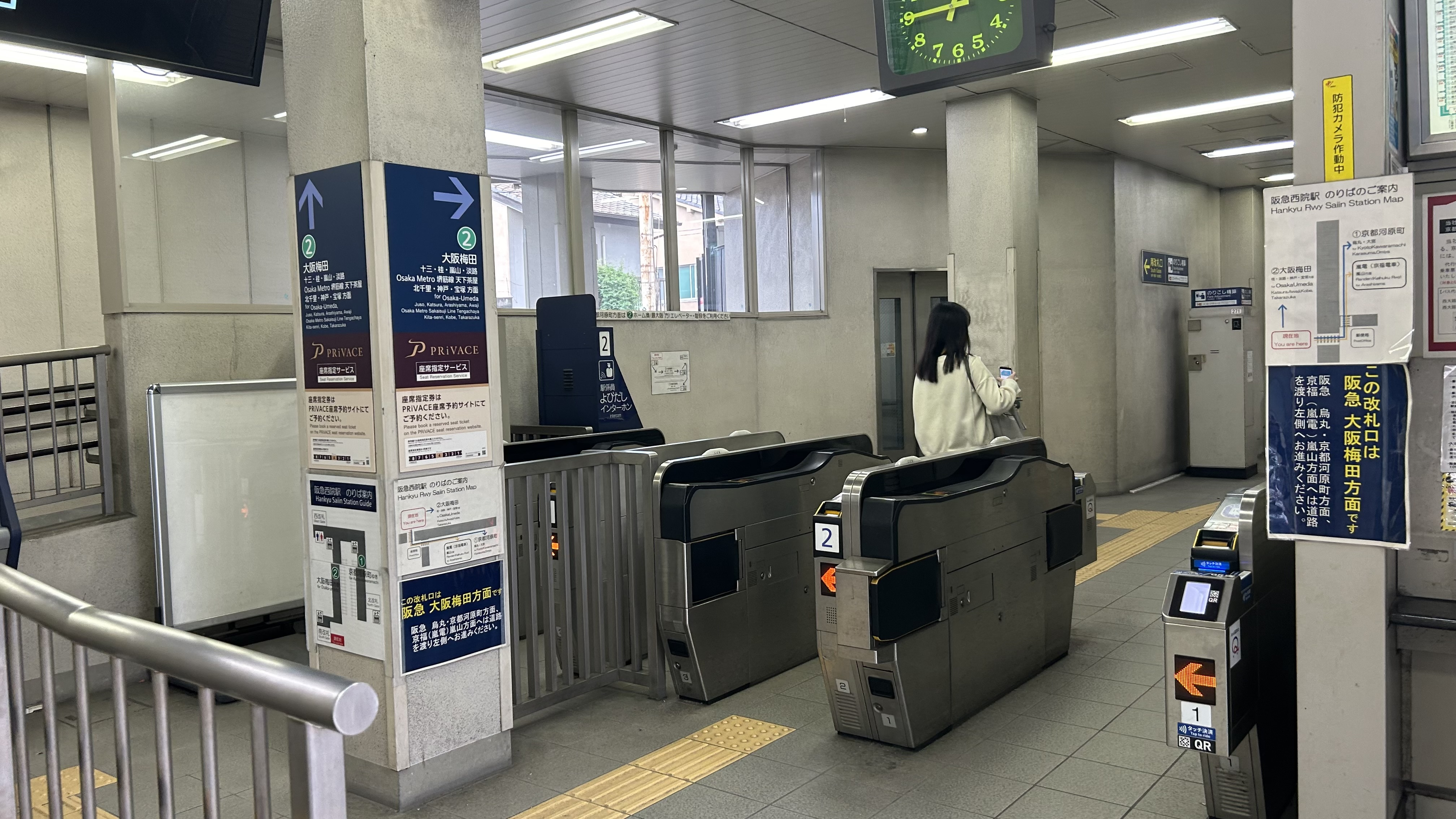
南改札口
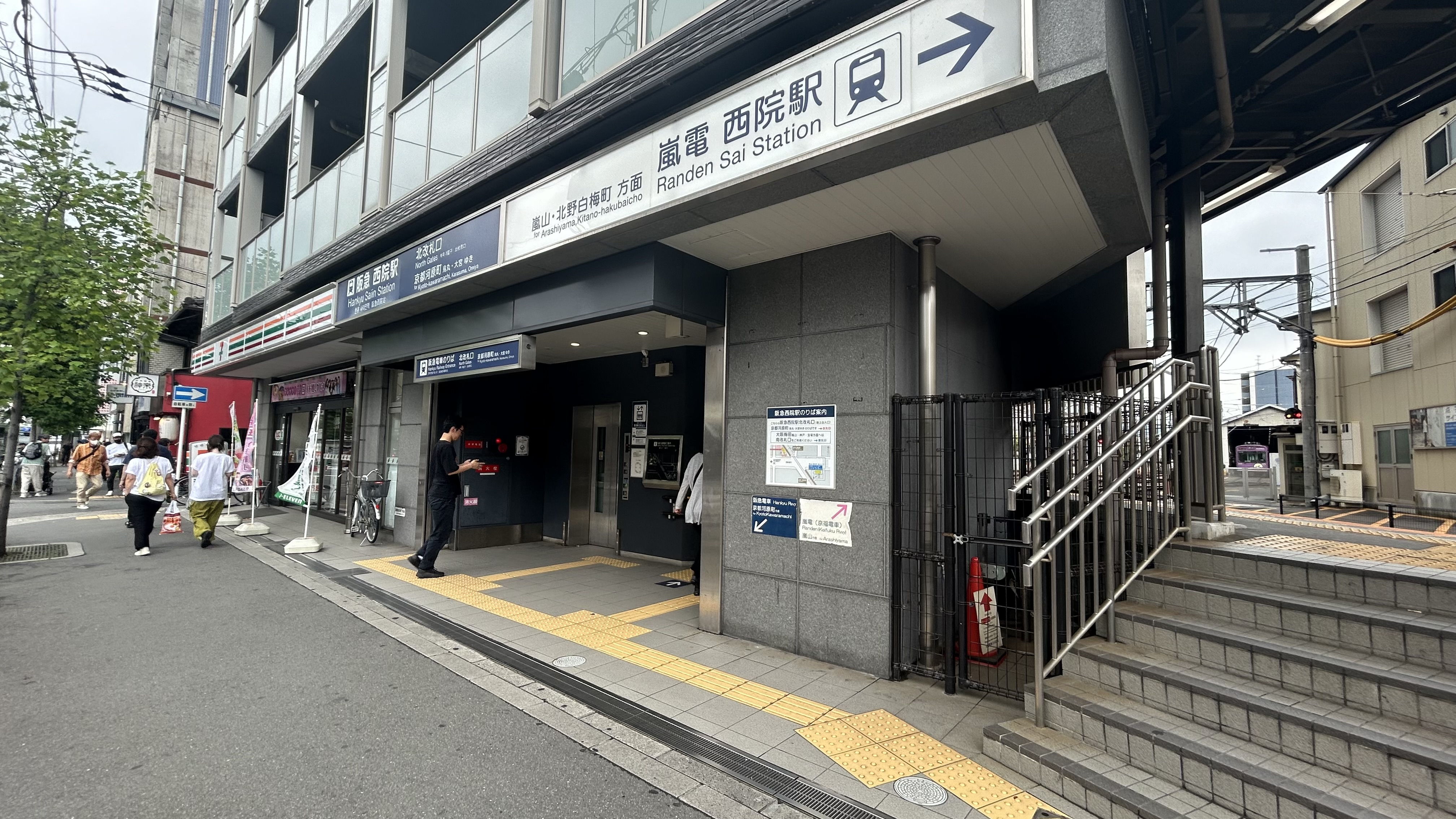
北口（嵐電の嵐山行きホームも、ここから出入りする）
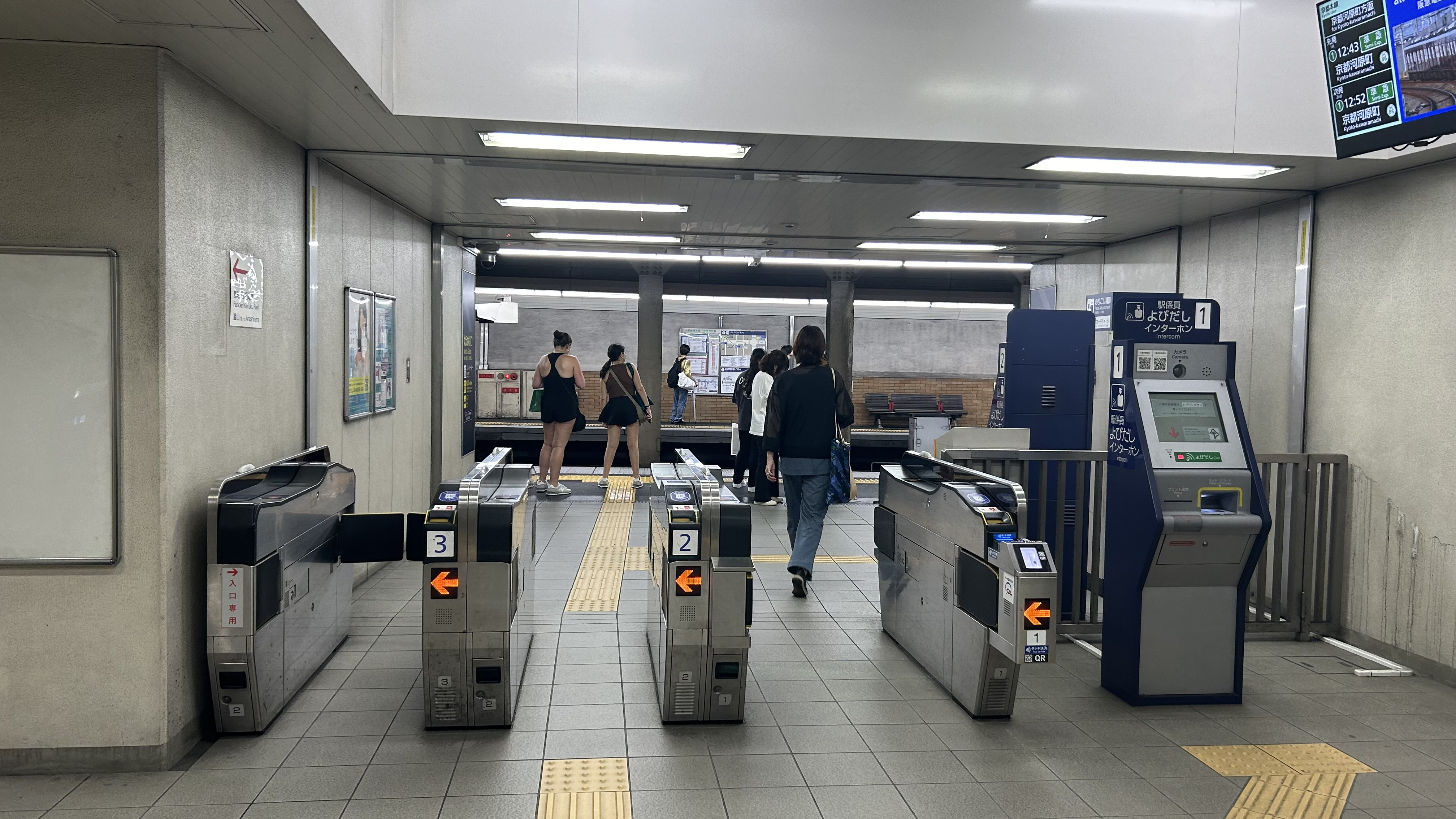
北改札口
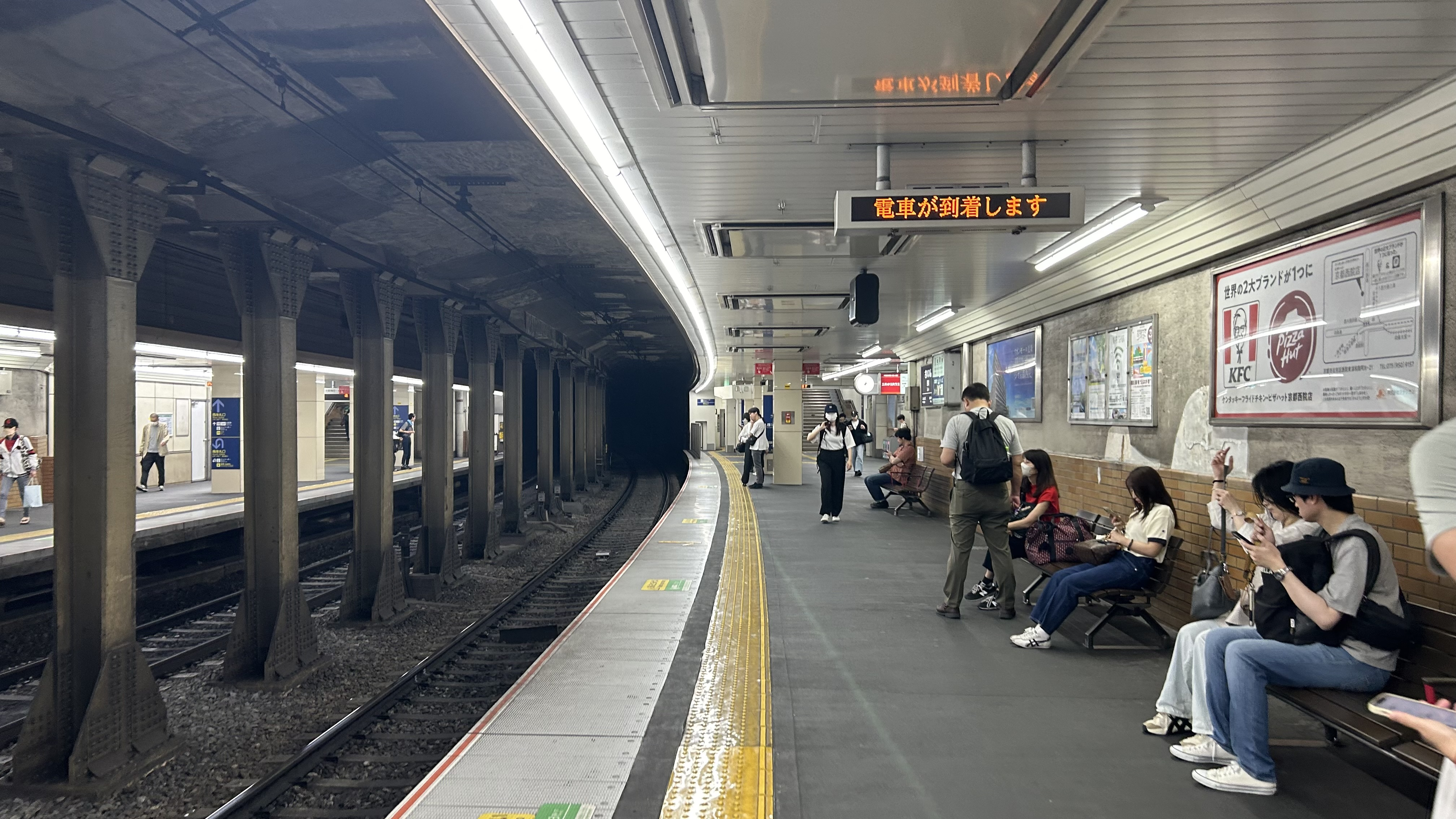
1号線ホーム
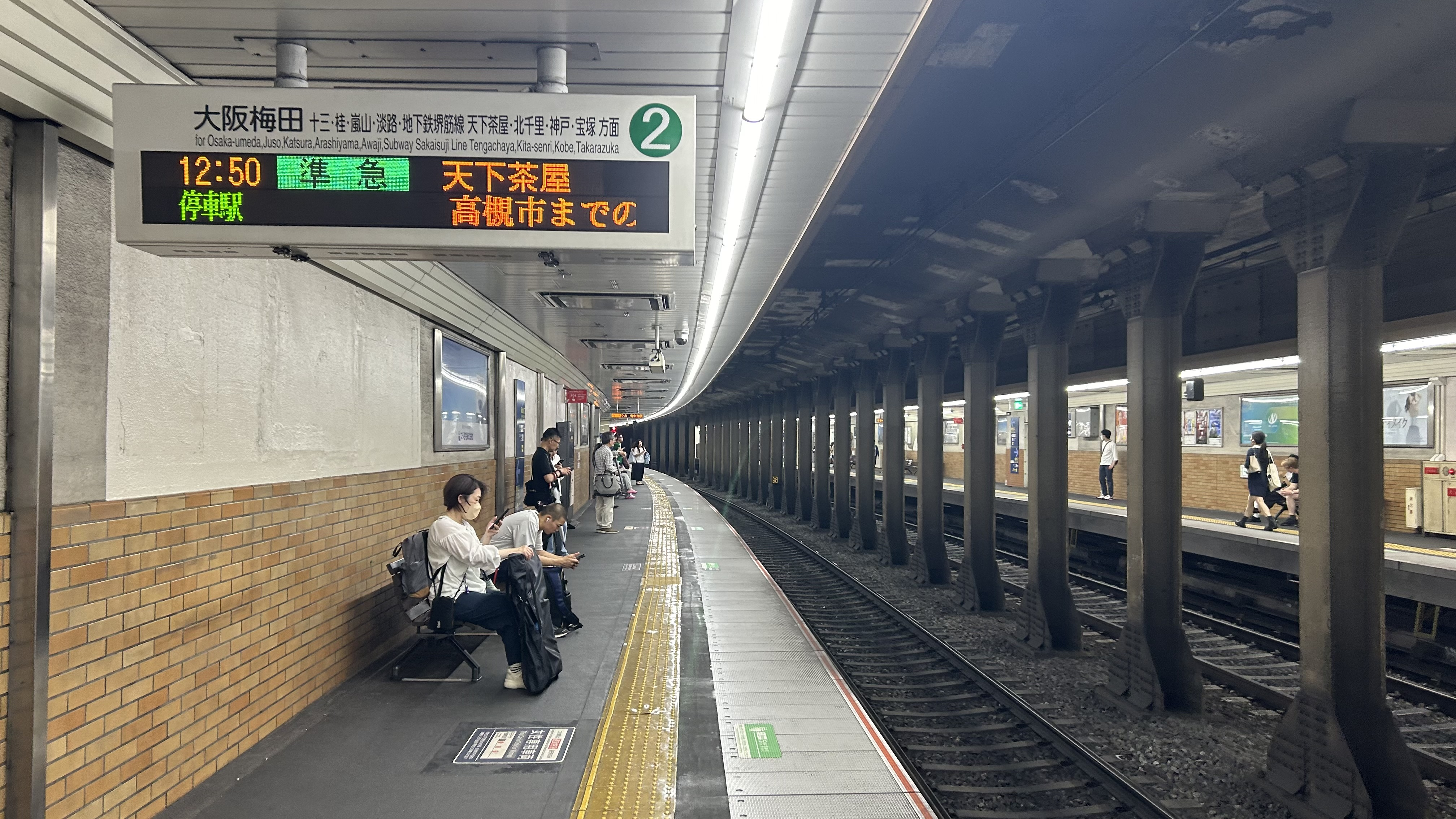
2号線ホーム
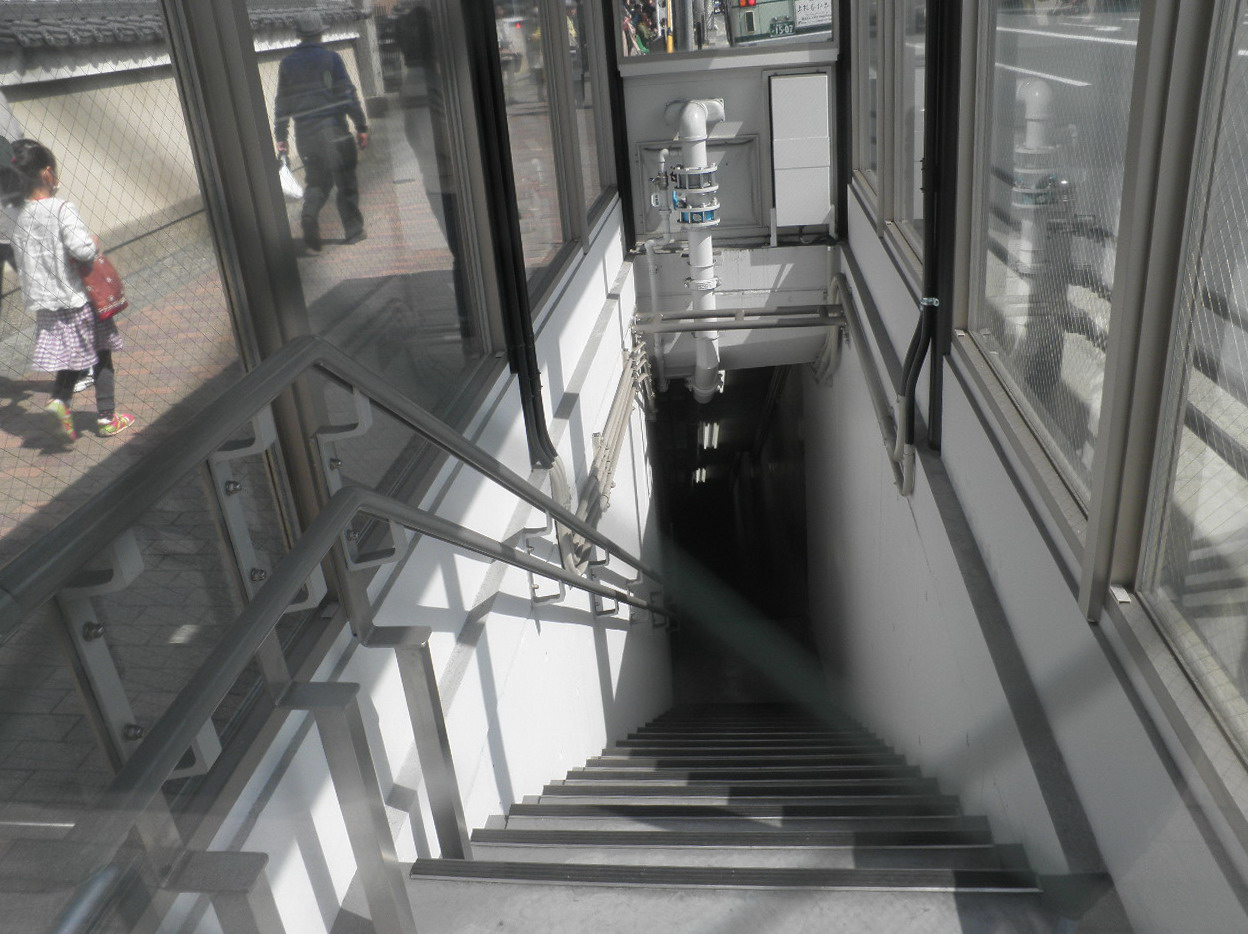
四条通の東側にある避難用の階段（平日朝は出口専用階段）
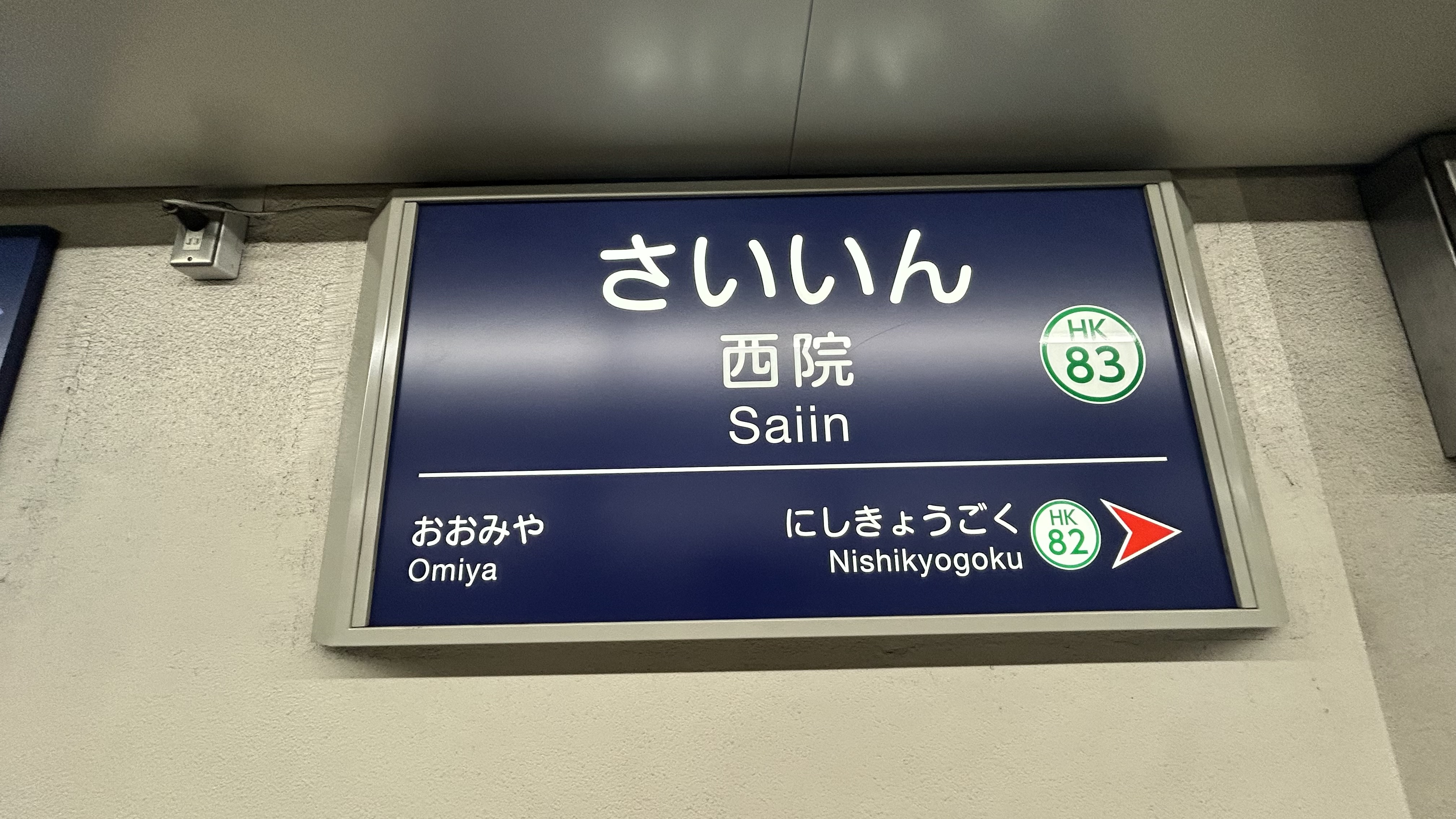
駅名標

### 京福電気鉄道
相対式2面2線のホームを有する地上停留場。嵐山・帷子ノ辻方面のりばは阪急の北改札口に、四条大宮行きのりばは阪急の南改札口に直結している。従来の乗り継ぎは、元々あった西改札口から四条通を北に約260メートル歩くなどして約5分ほどかかっていた。トイレは設置されていない。
当停留場より北に50メートル程進んだところには車庫があり、早朝・深夜を中心に当停留場を始発・終着とする列車が設定されている。
停留場近くの四条通と交差する踏切は第3種に分類されるもので、遮断機がなかった（京阪神地区で唯一現存しているタイプ）が4月1日より遮断機が追加設置された。警報機も電鐘式であり現存する。

#### のりば
| のりば   | 路線      | 方向 | 行先               |
| -------- | --------- | ---- | ------------------ |
| （北側） | ■嵐山本線 | 下り | 帷子ノ辻・嵐山方面 |
| （南側） | ■嵐山本線 | 上り | 四条大宮方面       |

### 駅改良工事
地上で京福が通る部分の地下に阪急の北・南改札口を新設し、京福の四条大宮方面ホームを直結させ、さらに新設の改札付近に京福の嵐山方面ホームを移設し直結させる計画と、既存の阪急改札口を改修して新たに駅ビルを設置する計画が発表された。
工事は国土交通省の鉄道駅総合改善事業における「形成計画事業」として行われ、事業主体は京都市・阪急・京福らの法定協議会『西院駅周辺地域整備協議会』となり、2015年度に着工され2017年3月25日に使用開始した。これと同時に阪急側も車内放送にて「嵐電・京福線はお乗り換え下さい。」と案内するようになった。(東隣の大宮駅も嵐電との接続駅だが、乗り換えの放送はない。)

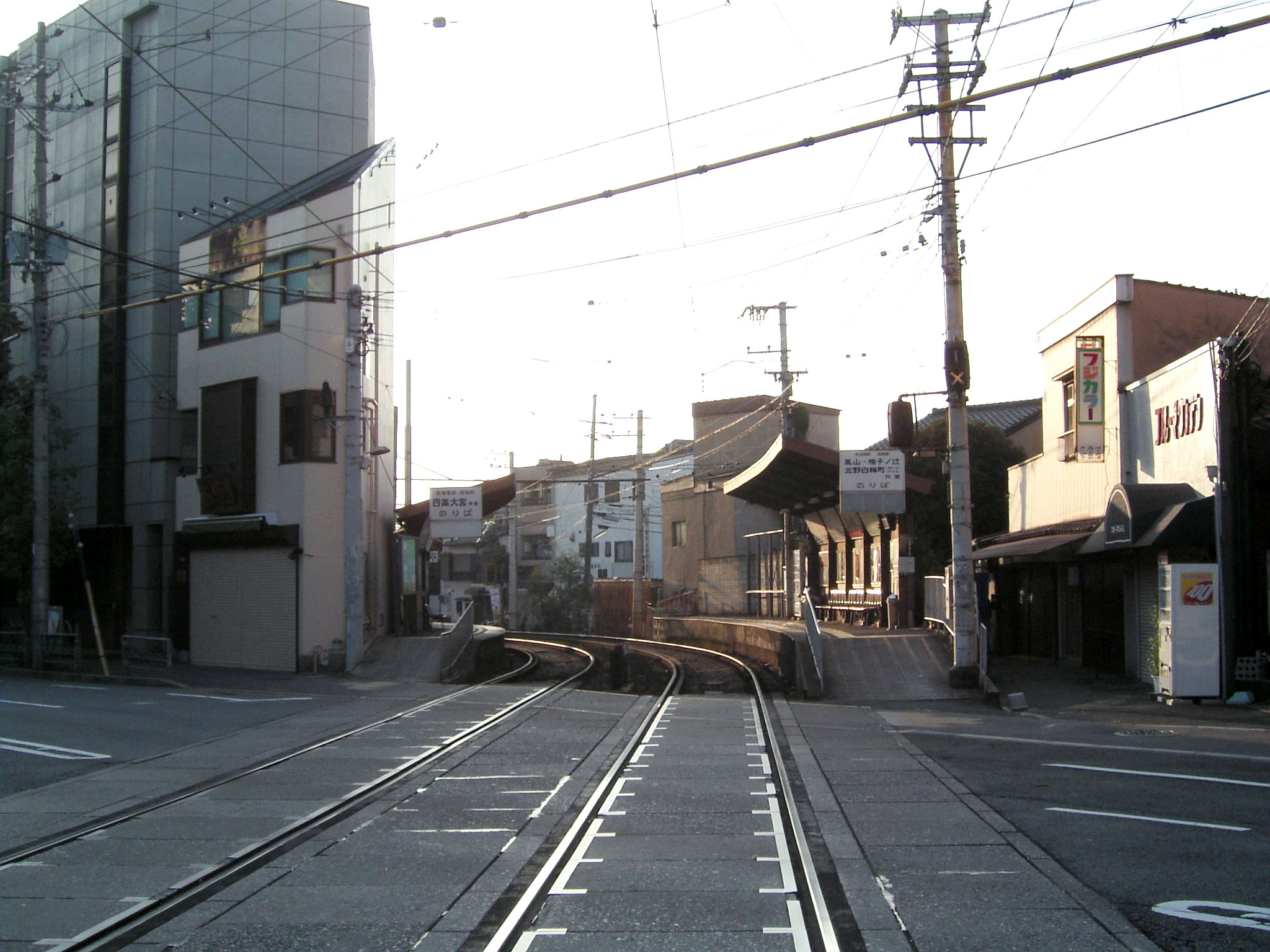
京福ホーム（ラインカラー導入前。手前の道路は四条通。2006年）
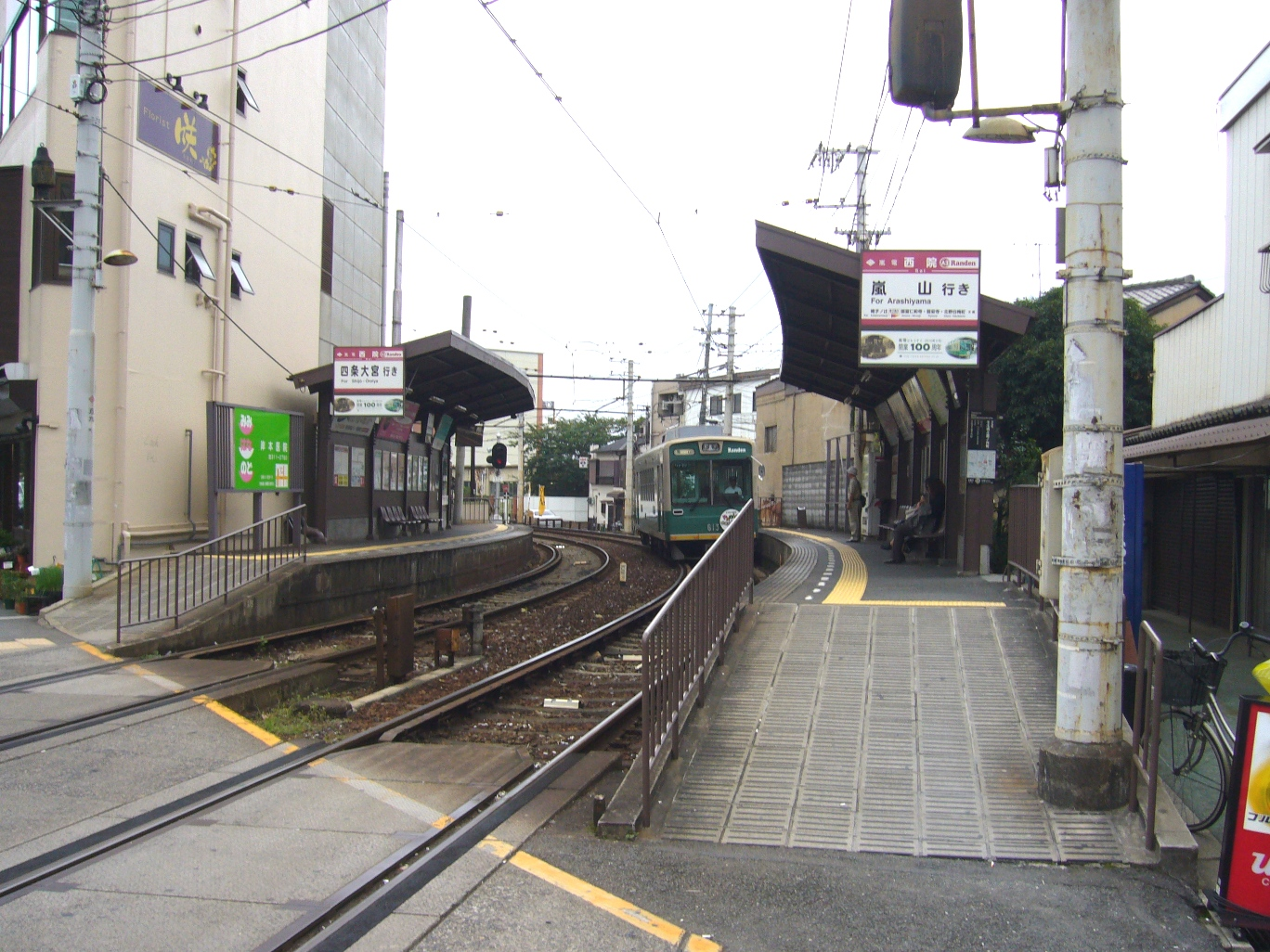
京福ホーム全景（2007年。右側のホームは廃止）

## 利用状況
- 阪急電鉄 - 2024年の通年平均の乗降人員は37,635人である[16]。
阪急電鉄全駅では、第21位。
- 京福電気鉄道 - 2023年度の1日平均乗降人員は6,162人（年間2,255千人、京都市統計書より推定）である。

近年の1日平均乗降人員・乗車人員は下記の通り。
| 年度   | 阪急電鉄 | 阪急電鉄 | 京福電気鉄道 | 京福電気鉄道 |
| 年度   | 乗降人員 | 乗車人員 | 乗降人員     | 乗車人員     |
| ------ | -------- | -------- | ------------ | ------------ |
| 1995年 |          | 25,158   |              | 1,090        |
| 1996年 |          | 39,156   |              | 1,145        |
| 1997年 | 50,090   | 25,227   |              | 1,136        |
| 1998年 | 48,619   | 22,539   |              | 1,063        |
| 1999年 | 49,474   | 24,128   |              | 994          |
| 2000年 | 48,079   | 23,126   |              | 923          |
| 2001年 | 45,395   | 22,068   |              | 893          |
| 2002年 | 43,808   | 21,558   |              | 865          |
| 2003年 | 43,625   | 21,367   |              | 873          |
| 2004年 | 42,801   | 20,901   |              | 947          |
| 2005年 | 43,115   | 21,246   |              | 1,208        |
| 2006年 | 42,419   | 21,071   |              | 1,210        |
| 2007年 | 43,315   | 21,739   |              | -            |
| 2008年 | 45,620   | 22,997   |              | 1,676        |
| 2009年 | 43,008   | 20,695   |              | 1,613        |
| 2010年 | 42,126   | 20,873   |              | 1,531        |
| 2011年 | 42,175   | 20,808   | 3,283        | 1,642        |
| 2012年 | 42,448   | 21,005   | 3,409        | 1,704        |
| 2013年 | 43,938   | 21,789   | 3,439        | 1,719        |
| 2014年 | 41,940   | 20,751   | 3,569        | 1,785        |
| 2015年 | 43,953   | 21,839   | 4,573        | 2,286        |
| 2016年 | 45,971   | 22,767   | 4,116        | 2,058        |
| 2017年 | 47,803   | 23,811   | 5,507        | 2,753        |
| 2018年 | 48,592   | 23,956   | 5,655        | 2,827        |
| 2019年 | 49,350   | 24,464   | 5,705        | 2,852        |
| 2020年 | 36,644   | 18,085   | 3,855        | 1,927        |
| 2021年 | 35,081   | 17,469   | 4,234        | 2,117        |
| 2022年 | 42,566   | 21,015   | 5,999        | 2,999        |
| 2023年 | 43,025   | 21,278   | 6,162        | 3,081        |

## 駅周辺

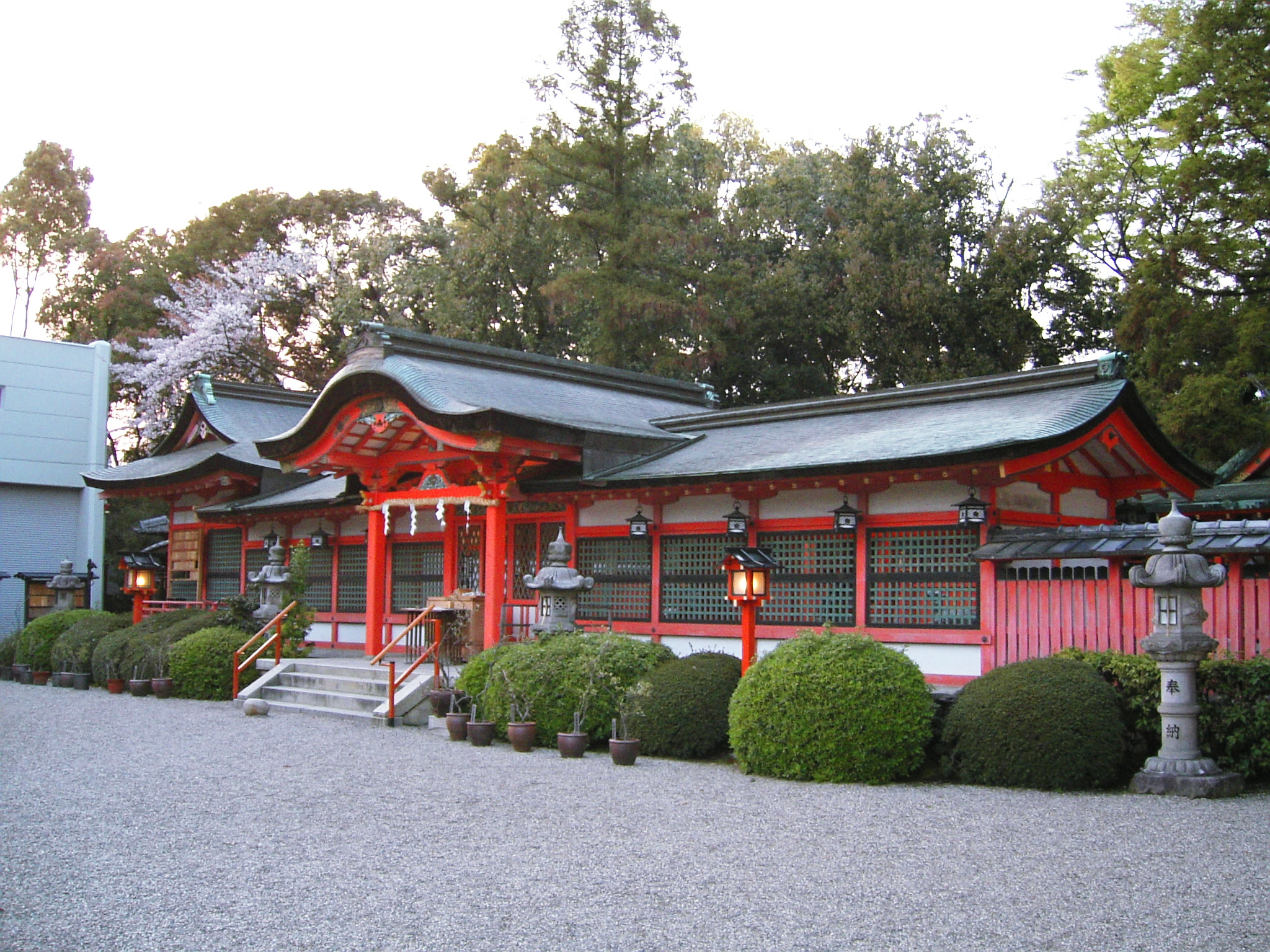
西院春日神社
- 高山寺
- 在日大韓基督教会京都教会
- 京福電気鉄道車庫
- 京都市立病院
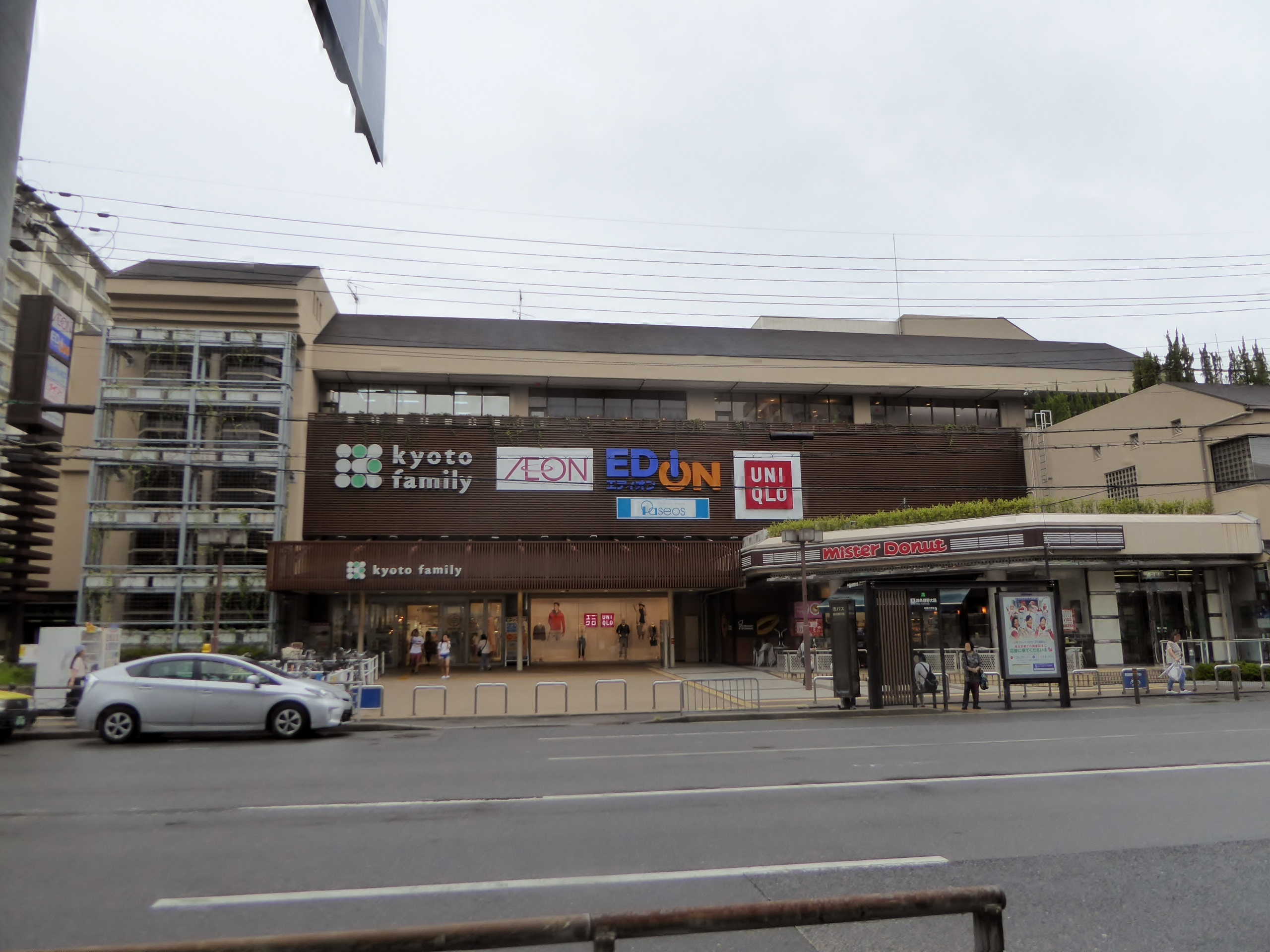
京都市身体障害者リハビリテーションセンター・附属病院
- 京都市衛生公害研究所
- 京都労働者総合会館（ラボール京都）
- 京都外国語大学
- 京都市立看護短期大学
- 京都市立西院小学校
- 京都市立朱雀第七小学校
- 日本郵便
  - 京都西院郵便局
  - 京都四条乾郵便局
  - 右京郵便局
- 三菱UFJ銀行 西院支店
- 京都銀行 西院支店
- 京都ファミリー
- イオンモール京都五条
- リノホテル京都
- afure西院
- 西大路通
- 四条通
- 阪急オアシス 西院店
- フレスコ 西院店
- コレモ 壬生店

- 西院春日神社本殿
- 京都ファミリー

### バス路線
阪急西院駅の西改札口前などに西大路四条（阪急・嵐電西院駅）停留所が設けられており、京都市バス・京都バス・西日本JRバスが乗り入れている。京都市バスの停留所としては京都駅前、四条河原町に次いで乗降客数が多い。
京都市バス（のりば案内図）
- Aのりば
  - 特27号系統 : 西大路五条 西京極駅 行き
  - 75号系統 : 西大路五条 京都駅 行き
  - 202号系統：西大路通 九条車庫 方面
  - 快速202号系統 : 西大路通 九条車庫 行き
  - 205・快速205号系統 : 京都駅・九条車庫 行き

- Bのりば
  - 3号系統 : 百万遍 北白川仕伏町（上終町京都造形芸大前） 行き
  - 8号・13号・特13号・臨13号・27号・29号・91号・臨時系統 : 四条烏丸 行き
  - 11号系統 : 四条河原町 三条京阪 行き
  - 26号系統 : 四条烏丸 京都駅 行き
  - 28号系統 : 堀川通 京都駅 行き
  - 67号系統 : 堀川通 上賀茂神社・西賀茂車庫 行き
  - 69号系統 : 四条大宮・二条駅西口 行き
  - 71・特71号系統 : 東寺 京都駅八条口 行き
  - 203号系統 : 祇園・錦林車庫 方面

- Cのりば
  - 13号系統 : 西大路通・久世橋 久世工業団地 行き
  - 特13号系統 : 西大路通・久世橋 久我石原町 行き
  - 臨13号系統 : 西大路通・吉祥院長田町 上鳥羽馬廻 行き

- Dのりば
  - 3号・67号・71号・臨時系統 : 京都外大 松尾橋 行き
  - 8号系統 : 太秦天神川駅前 高雄・栂ノ尾 行き
  - 28号系統 : 嵐山・大覚寺 行き
  - 29号系統 : 国道中山 洛西バスターミナル 行き
  - 53号系統 : 京都外大 行き
  - 69号系統 : 物集女 桂駅東口 行き

- Eのりば
  - 53号系統 : 府立体育館・立命館大学前 行き
  - 202号系統 : 西ノ京円町・熊野神社 方面
  - 203号系統 : 今出川通 銀閣寺道・錦林車庫 方面
  - 205号系統 : 西大路通 金閣寺・北大路バスターミナル 方面
  - 快速立命館系統 : 西大路通 立命館大学前 行き

- Fのりば
  - 11号系統 : 嵯峨・嵐山・山越中町 行き
  - 26号系統 : 西大路通 御室・山越中町 行き
  - 27号系統・特27系統 : 馬塚町 太秦天神川駅・京都外大前 行き
  - 75号系統 : 映画村・山越中町 行き
  - 85号系統 : 映画村・嵐山 行き
  - 91号系統 : 丸太町通・映画村 大覚寺 行き

京都バス（時刻表）
- 72系統 : 帷子辻・阪急嵐山駅 清滝 行き
- 73系統 : 帷子辻・阪急嵐山駅 苔寺・すず虫寺 行き
- 75系統 : 帷子辻 有栖川 行き
- 76系統 : 帷子辻 阪急嵐山駅 行き

- 77系統 : 帷子辻 嵯峨小学校前 行き
- 72・73・75・76・77系統 : 四条烏丸 京都駅 行き

## 隣の駅
阪急電鉄
■京都本線
■快速特急・■特急
通過
■通勤特急・■準特急（いずれも当駅から大宮方の各駅に停車）
桂駅 (HK-81) - 西院駅 (HK-83) - 大宮駅 (HK-84)
■急行　(下りは平日のみ)・■準急・■普通
西京極駅 (HK-82) - 西院駅 (HK-83) - 大宮駅 (HK-84)
京福電気鉄道（嵐電）
■嵐山本線
四条大宮駅 (A1) - 西院駅 (A2) - 西大路三条駅 (A3)
- 1971年（昭和46年）7月11日までは、四条大宮駅と当駅の間に壬生駅が設置されていた。